# Karwendelhaus

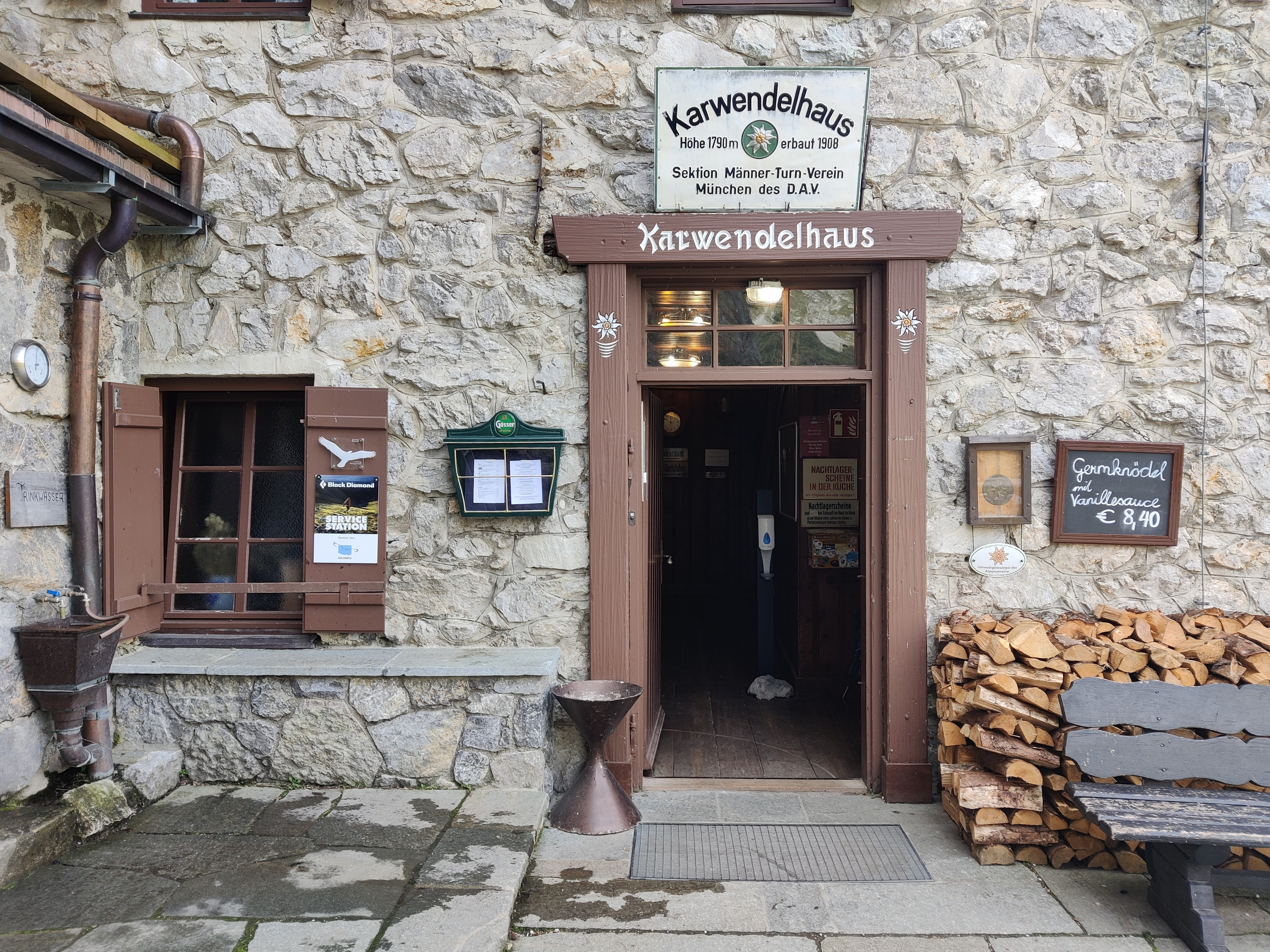
Eingang

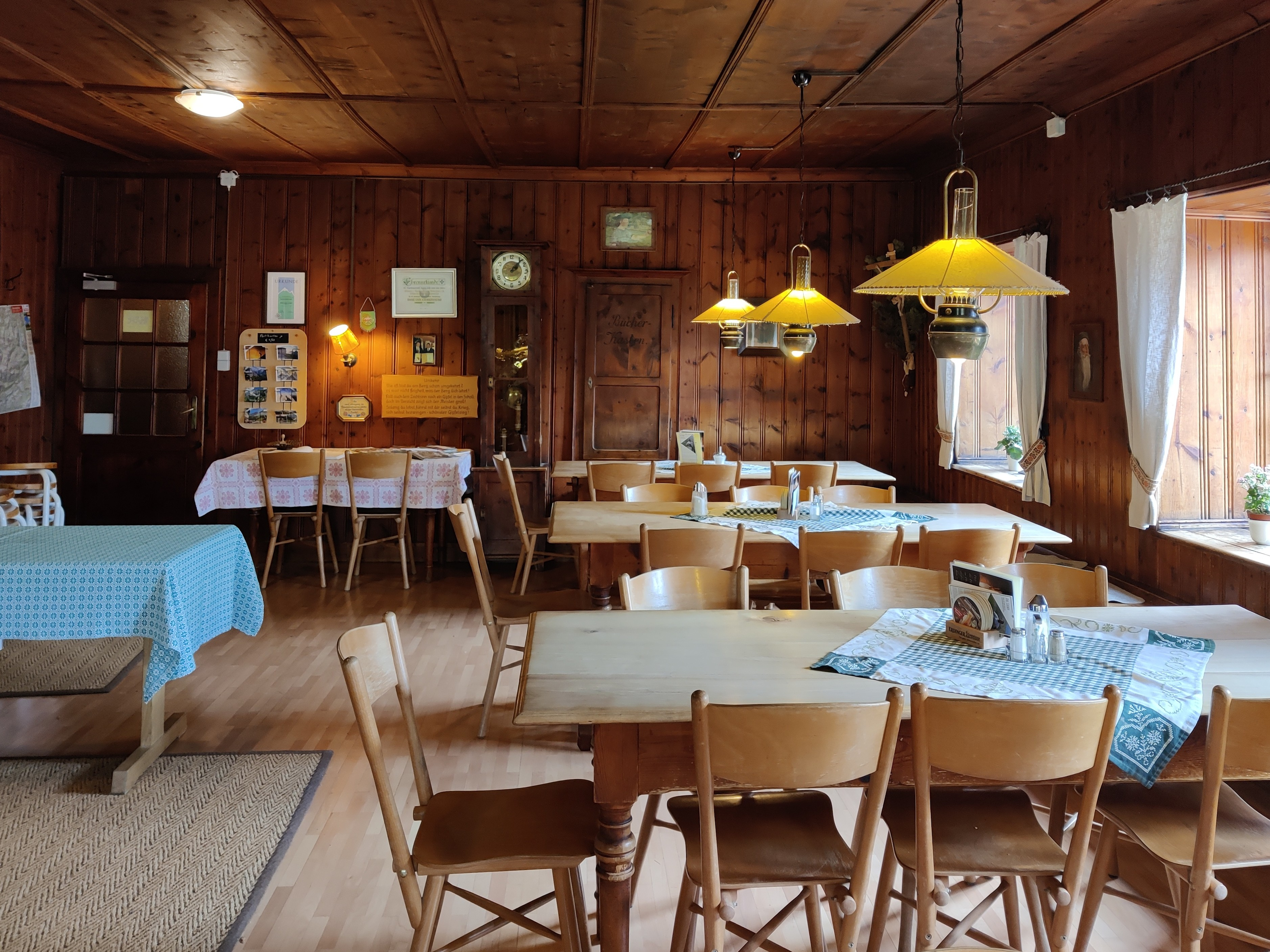
Gastraum

Das Karwendelhaus ist eine bewirtschaftete Alpenvereinshütte der Sektion Männer-Turnverein München des Deutschen Alpenvereins in 1771 m ü. A. Höhe (nach anderen Angaben 1765 m ü. A.) unweit des Hochalmsattels mit Blick ins tiefer gelegene Karwendeltal. Das 1908 erbaute Schutzhaus liegt inmitten des Karwendels in Tirol, etwa 1,2 km entfernt von der Grenze zu Bayern.

## Geschichte

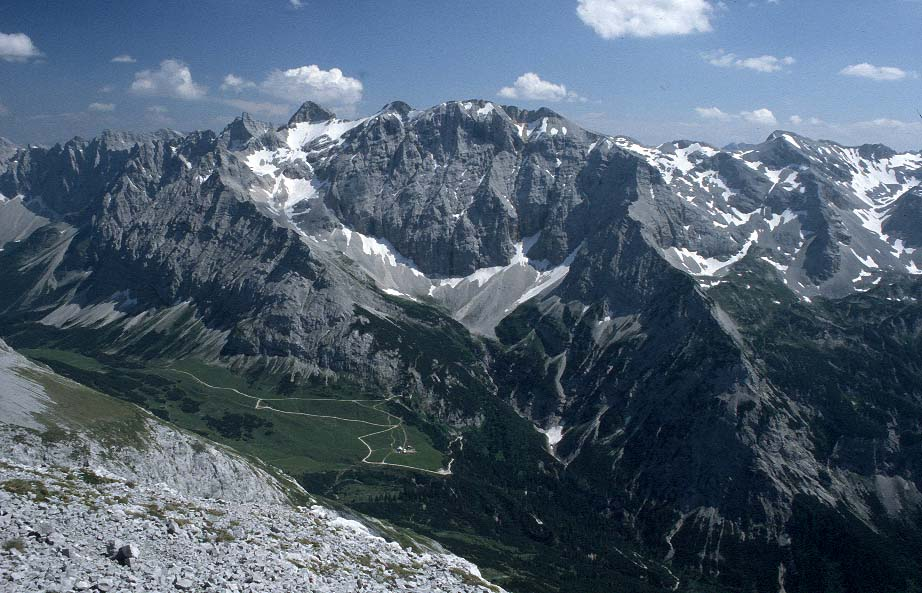
Das Karwendelhaus unter dem Massiv der höchsten Karwendelgipfel: Birkkarspitze und Ödkarspitzen

Das Karwendelhaus wurde 1908 nach fünfjähriger Bauzeit eröffnet. Im Jahr 1928 wurde eine erste Anlage zur Stromversorgung mit Hilfe eines einfachen E-Werkes eingerichtet, die von 1964 bis 1968 modernisiert wurde. 1977 wurde das Dachgeschoß ausgebaut, um eine größere Übernachtungskapazität zu schaffen. Im Laufe der 90er-Jahre schließlich wurden vielfältige Erneuerungsarbeiten durchgeführt und es wurde eine vollbiologische Kläranlage bei der Hütte errichtet. 2005 konnte das neu errichtete Winterhaus eröffnet werden, das im Winter für Skitourengeher (während das Karwendelhaus geschlossen ist) eine Übernachtungsgelegenheit mit bis zu 24 Schlafplätzen bietet.

## Ausstattung
Es können 50 Betten und 140 Lagerplätze belegt werden. Neben Waschräumen mit lauwarmem Wasser gibt es kostenpflichtige Duschen mit heißem Wasser.
Im Winter ist die Hütte geschlossen, jedoch steht im Nebengebäude ein unverschlossener, beheizbarer Raum für Skitourengeher zur Verfügung.

## Zugänge
- Von Scharnitz durchs Karwendeltal, leicht, Gehzeit: 5 Stunden, auch mit Mountainbike befahrbar
- Von Hinterriß
  - durchs Johannestal, leicht, Gehzeit: 4 Stunden, auch mit dem Mountainbike befahrbar
  - über Rontal, Wechselschneid und Bäralpl, für Geübte, Gehzeit: 7 Stunden
  - über Rontal, Steinlochscharte und Bäralpl, für Geübte, z. T. weglos (I), Gehzeit: 7,5 Stunden
  - über Rontal und Vogelkarscharte, Kletterei bis Schwierigkeit II auf der UIAA-Skala, weglos, Gehzeit: 5,5 Stunden
- Von Eng, leicht, Gehzeit: 5 Stunden
- Von Mittenwald
  - über Verein-Alm und Bäralpl, mittel, Gehzeit: 6 Stunden
  - über Hochlandhütte, Gjaidsteig und Bäralpl, mittel, Gehzeit: 7 Stunden

## Übergänge
(Auswahl)
- Falkenhütte über Hochalmsattel, Kleinen Ahornboden und Ladizalm, leicht, Gehzeit: 3 Stunden
- Krinner-Kofler-Hütte über Gjaidsteig und Bäralpl, mittel, Gehzeit: 3½ Stunden
- Hochlandhütte über Gjaidsteig, Bäralpl und Wörnersattel, mittel, Gehzeit: 5 Stunden
- Pleisenhütte über Brendelsteig und Breitgrieskarscharte (Toni-Gaugg-Höhenweg), weglos, markiert, nur für Geübte, Gehzeit: 8 Stunden
- Hallerangerhaus und Hallerangeralm über Schlauchkar, Birkkar und Kastenalm, schwierig, sehr lang, Gehzeit: 9 Stunden

## Gipfelbesteigungen
(Auswahl)
- Hochalmkreuz (2192 m ü. A.), leichter Hüttengipfel, Gehzeit: 1 Stunde
- Birkkarspitze (2749 m ü. A.) über Schlauchkar und Westgrat, schwierig, Gehzeit: 3 Stunden
- Mittlere Ödkarspitze (2745 m ü. A.) über Schlauchkar und Östliche Ödkarspitze, schwierig, Gehzeit: 3½ Stunden
- Große Seekarspitze (2677 m ü. A.) über Brendelsteig und Marxenkar oder über Brendelsteig und Seekarscharte, nur für Geübte, am Gipfelaufbau kurze Kletterei im Schwierigkeitsgrad I, teilweise weglos, Gehzeit: 4½ Stunden
- Östliche Karwendelspitze (2537 m ü. A.) über Südflanke/Grabenkar, schwierig, nur für Geübte, Gehzeit: 2½ Stunden
- Vogelkarspitze (2522 m ü. A.) über Südflanke, weglos, nicht markiert, nur für Geübte, Gehzeit: 2½ Stunden
- Grabenkarspitze (2471 m ü. A.) über Südflanke, weglos, nicht markiert, nur für Geübte, Gehzeit: 2½ Stunden
- Kuhkopf (2399 m ü. A.) über Südflanke, Ochsenkar, Westgrat, nicht markiert, weglos, Gehzeit: 2½ Stunden
- Marxenkarspitze (2636 m ü. A.) über Brendelsteig, z. T. weglos, nur für Geübte, Gehzeit: 4 Stunden
- Kaltwasserkarspitze (2733 m ü. A.) über Hochjöchl (2413 m ü. A.), z. T. weglos, sehr anspruchsvoll, Kletterei bis zum Schwierigkeitsgrad II, Gehzeit: 5 Stunden

Bei lawinensicheren Verhältnissen können hochalpine Skitouren auf die umliegenden Gipfel unternommen werden, diese erfordern jedoch ausnahmslos eine solide alpine Erfahrung.

## Sonstiges
Wegen der zentralen Lage und den zahlreichen Tourenmöglichkeiten ist die Hütte für Bergsteiger ein wichtiger Stützpunkt. Darüber hinaus ist die Hütte ein beliebtes Ausflugsziel von Mountainbikern, welche von Scharnitz oder Hinterriß über Schotterwege zum Karwendelhaus fahren können.